# 伊斯蘭教歷史年表
伊斯蘭教歷史年表根據伊斯蘭教歷史分別以格里曆及伊斯蘭曆列出。由於西方使用的格里曆是基於地球圍繞太陽轉動而計算，而伊斯蘭曆則按照觀測月球而計算（即月亮每逢29.5天由新月變化成滿月），兩者存在差異。另一個差異在於起始年份，伊斯蘭曆的元年是始自穆罕默德在公元622年帶領穆斯林離開麥加遷移至麥地那。

## 格里曆
穆罕默德時期
- 公元6世紀（伊斯蘭曆前13年－23年）

四大哈里發、倭馬亞王朝、阿拔斯王朝、馬木留克王朝及德里蘇丹國
- 公元7世紀（伊斯蘭曆23年－81年）
- 公元8世紀（伊斯蘭曆81年－184年）
- 公元9世紀（伊斯蘭曆184年－288年）
- 公元10世紀（伊斯蘭曆288年－391年）
- 公元11世紀（伊斯蘭曆391年－494年）
- 公元12世紀（伊斯蘭曆494年－597年）
- 公元13世紀（伊斯蘭曆597年－700年）
- 公元14世紀（伊斯蘭曆700年－803年）

奧斯曼帝國、薩非王朝、莫卧兒帝國
- 公元15世紀（伊斯蘭曆803年－906年）
- 公元16世紀（伊斯蘭曆906年－1009年）
- 公元17世紀（伊斯蘭曆1009年－1112年）
- 公元18世紀（伊斯蘭曆1112年－1215年）
- 公元19世紀（伊斯蘭曆1215年－1318年）

殖民及民族國家時代
- 公元20世紀（伊斯蘭曆1318年－1421年）
- 公元21世紀（伊斯蘭曆1421年至今）

## 伊斯蘭曆
伊斯蘭曆可以用以下公式換算成公曆：
伊斯蘭曆年平均長度（354.3667天）×伊斯蘭曆周年數（伊斯蘭曆紀元年份−1）÷公曆年平均長度（365.25天）+ 伊斯蘭曆紀元開始公元年份（622年）=公元年份
舉例說，把伊斯蘭曆1022年轉換成公曆，其算式如下：
354.3667天×（1022－1）年÷365.25天+622年=公元1612年
伊斯蘭曆的各個世紀所對應的公元年份如下：
- 1世紀（公元622－719年）
- 2世紀（公元719－816年）
- 3世紀（公元816－913年）
- 4世紀（公元913－1009年）
- 5世紀（公元1009－1106年）
- 6世紀（公元1106－1203年）
- 7世紀（公元1203－1299年）
- 8世紀（公元1299－1397年）
- 9世紀（公元1397－1495年）
- 10世紀（公元1495－1591年）
- 11世紀（公元1591－1688年）
- 12世紀（公元1688－1785年）
- 13世紀（公元1785－1883年）
- 14世紀（公元1883－1980年）
- 15世紀（公元1980年至今）

## 引用

### 網頁
1. ↑  . Urdu Calendar.   [2019-09-17]. （原始内容存档于2012-12-25） （英语）.

### 文獻
1. ↑  Bauer（2005年），第166页
2. ↑  Khan（2003年），第143页
3. ↑  魏良弢（1985年），第27-30页